# ХК Спартак Суботица
Хокејашки клуб Спартак бивши је српски хокејашки клуб из Суботице. Своје домаће утакмице је играо у отвореном градском клизалишту, капацитета 1.000 места.

## Историја
Хокеј на леду се у Суботици играо пре Другог светског рата, тада се играло на оближњем Палићком језеру, када је било замрзнуто зими. Сам клуб је основан 1945, а прву званичну утакмицу је одиграо 1947. године. Изградња вештачког леда, од 1969. је помогла развоју клуба. Клуб је играо у Првој лиги Југославије, а након распада СФРЈ у првенству Србије. Међутим, клуб није играо сваку сезону због разних проблема, недовољног броја играча и финансијских проблема. Клуб је због недостатка играча у неколико категорија и финансијских проблема 2016. године угашен.

## Успеси
- Првенство СР Југославије
  - Вицепрвак (3) : 1991/92, 1992/93, 1999/00.
- Првенство Србије
  - Вицепрвак (1) : 2009/10.

## Дворана
Стадион малих спортова у Суботици' је отворено клизалиште у Суботици. Стадион је изграђен 1963. године, док су рефлектори и лед постављени шест година касније. Капацитет стадиона је 4.000 места.
У плану је било да се стадион покрије, али до тога није дошло због тога што би бетонски носачи крова захватили простор ван стадиона. Ипак  током 2013. године очекује се да се покрије стадион и тако постане ледена дворана како би се несметано играле утакмице.